# 佐賀県道39号富士三瀬線
佐賀県道39号富士三瀬線（さがけんどう39ごう ふじみつせせん）は、佐賀県佐賀市を通る県道（主要地方道）である。

## 概要
佐賀市富士町大字中原から佐賀市三瀬村三瀬に至る。
北山ダムの南側を通る。

### 路線データ
- 起点：佐賀県佐賀市富士町大字中原（下無津呂交差点、国道323号交点）
- 終点：佐賀県佐賀市三瀬村三瀬（国道263号交点）

## 歴史
- 1993年（平成5年）5月11日 - 建設省から、県道富士三瀬線が富士三瀬線として主要地方道に指定される[1]。

## 路線状況

### 重複区間
- 佐賀県道299号三瀬栗並線（佐賀市富士町大字藤瀬 - 佐賀市富士町大字関屋）
- 佐賀県道275号松尾湯の原線（佐賀市富士町大字関屋 - 佐賀市三瀬村杠）

### 道路施設

#### 橋梁
- 大日橋（佐賀市）

## 地理

### 通過する自治体
- 佐賀市

### 交差する道路
| 交差する道路                           | 交差する場所   | 交差する場所          |
| -------------------------------------- | -------------- | --------------------- |
| 国道323号 佐賀北部広域農道 重複        | 富士町大字中原 | 下無津呂交差点 / 起点 |
| 佐賀県道299号三瀬栗並線 重複区間起点   | 富士町大字藤瀬 |                       |
| 佐賀県道299号三瀬栗並線 重複区間終点   | 富士町大字関屋 |                       |
| 佐賀県道275号松尾湯の原線 重複区間起点 | 富士町大字関屋 |                       |
| 佐賀県道275号松尾湯の原線 重複区間終点 | 三瀬村杠       |                       |
| 国道263号                              | 三瀬村三瀬     | 終点                  |

### 沿線
- 嘉瀬川ダム
- 北山ダム